# Konstantin Petrowitsch Feoktistow
Konstantin Petrowitsch Feoktistow (russisch Константин Петрович Феоктистов; * 7. Februar 1926 in Woronesch, Russische SFSR; † 21. November 2009 in Moskau) war ein sowjetischer Raumfahrer.

## Leben

### Arbeit als Konstruktions-Ingenieur
Feoktistow besuchte zunächst eine Oberschule. Im Jahre 1942, als die Front sich seiner Heimatstadt Woronesch näherte, meldete er sich mit 16 Jahren freiwillig zur Roten Armee und diente als Aufklärer. Dabei wurde er von deutschen Soldaten gefangen genommen. Er sollte sofort hingerichtet werden. Der auf ihn angesetzte Schuss war jedoch nicht tödlich, und Feoktistow konnte nachts wieder zurück auf die sowjetische Seite fliehen.
Erst nach dem Kriegsende konnte Feoktistow seine Schulausbildung fortsetzen. 1949 erreichte er seinen Abschluss als Maschinenbau-Ingenieur an der Technischen Bauman-Hochschule in Moskau. Feoktistow arbeitete in den Folgejahren an verschiedenen Forschungsinstituten und wurde 1955 Kandidat der Technischen Wissenschaften (Dr.-Ing.).
Feoktistow trat in das Konstruktionsbüro OKB-1 ein, das vom sowjetischen Raketenkonstrukteur Sergei Koroljow geleitet wurde. In der Abteilung von Michail Tichonrawow arbeitete er an der Konstruktion des ersten sowjetischen Satelliten Sputnik, der im Oktober 1957 gestartet wurde. Ab 1956 arbeitete er auch an Entwürfen für bemannte Raumflugkörper, die schließlich zur Entwicklung des Raumschiffs Wostok führten. Andere Entwürfe aus dieser Zeit waren ein Mars-Raumschiff mit Ionenantrieb, sowie ein Raumschiff für eine Mondumrundung. Feoktistow war einer der führenden Konstrukteure des Wostok-Raumschiffs. Vor jedem der Flüge in den Jahren 1961 bis 1963 führte er die Kosmonauten in die Bedienung der Systeme und eventuelle Notfallmaßnahmen ein.
Für weitere Raumflüge wurde das einsitzige Wostok-Raumschiff zum Mehrsitzer Woschod umgebaut. Zu Unterbringung von bis zu drei Kosmonauten mussten der Schleudersitz entfernt, sowie auf Raumanzüge und individuelle Fallschirme verzichtet werden. Daneben musste die Sitzrichtung um 90° gedreht werden und es wurden im Geschirr des Hauptfallschirms Feststoffraketen angebracht, um die landende Kapsel kurz vor dem Aufsetzen abzubremsen, damit die Besatzung an Bord unverletzt bleiben konnte.

### Arbeit als Kosmonaut
Koroljow setzte sich dafür ein, dass nicht nur militärische Piloten als Kosmonauten eingesetzt wurden, sondern auch zivile Ingenieure seiner Konstruktionsabteilung. Er nominierte 14 Kandidaten, wovon im Mai 1964 sechs in die engere Auswahl kamen, darunter Feoktistow. Koroljow wollte für den ersten bemannten Woschod-Flug unbedingt Feoktistow in der Mannschaft haben, weil dieser das Raumschiff von Grund auf kannte. Nikolai Kamanin, der Leiter der Kosmonautenausbildung, hatte jedoch Zweifel an der gesundheitlichen Eignung von Feoktistow. Vor allem dessen Sehfähigkeit war stark beeinträchtigt, so dass er nur für die Ersatzmannschaft eingeteilt wurde. Koroljow konnte sich schließlich durchsetzen, nicht zuletzt weil Feoktistows Konkurrent, Georgi Katys, aus politischen Gründen nicht mehr in Frage kam.
Am 12. Oktober 1964 startete Feoktistow zusammen mit dem Kommandanten Wladimir Komarow und dem Arzt Boris Jegorow in Woschod 1. Dies war der erste Mehrpersonenflug der Raumfahrt. Feoktistow und Jegorow waren darüber hinaus auch die ersten Zivilisten im All, Feoktistow der erste Raumschiff-Konstrukteur, der seine eigene Entwicklung flog.
Die drei Kosmonauten führten im All einige Experimente durch und landeten wieder nach 24 Stunden. Dies war die erste Landung auf dem Festland, bei dem die Besatzung an Bord blieb.

### Nach dem Raumflug
Im Gegensatz zu Jegorow blieb Feoktistow im Kosmonauten-Korps und versuchte zu einem weiteren Raumflug zu kommen. Dabei wurde er zu einer umstrittenen Persönlichkeit. Einerseits wurde er von Koroljow und später von dessen Nachfolger Mischin unterstützt, andererseits traf er bei Kamanin und den Kosmonauten aufgrund seiner eingeschränkten Gesundheit auf starken Widerstand. Zwar hatte Kamanin auch Vorbehalte gegen andere OKB-1-Ingenieure, nach entsprechender Ausbildung erhielten diese jedoch ab 1969 Zuteilungen zu Raumflügen, nicht jedoch Feoktistow. Feoktistow machte später noch weitere Vorstöße, zu einem weiteren Raumflug zu kommen. Im Jahr 1971 war er als Besatzung für die zweite DOS-Raumstation im Gespräch, wurde allerdings nicht in die engere Wahl aufgenommen. Von Mai bis Oktober 1980 trainierte er zusammen mit Leonid Kisim und Oleg Makarow für den Flug Sojus T-3, wurde dann aber aus gesundheitlichen Gründen aus der Mannschaft genommen und durch Gennadi Strekalow ersetzt.
Am 28. Oktober 1987 schied Feoktistow aus dem Kosmonautenkorps endgültig aus, 23 Jahre nach seinem einzigen Raumflug. Er arbeitete weiter im Konstruktionsbüro, das inzwischen in RKK Engerija umbenannt wurde. 1990 wechselte er als Professor an die Moskauer Staatliche Technische Universität Bauman, bis er sich 2005 zur Ruhe setzte.
Am 21. November 2009 starb er in Moskau im Alter von 83 Jahren. Er war zu diesem Zeitpunkt der älteste noch lebende sowjetische Kosmonaut. Sein Grab befindet sich auf dem Friedhof Trojekurowo in Moskau.

## Sonstiges
Im Jahr 1969 kam es zwischen der UdSSR und den USA zu gegenseitigen Besuchen von Raumfahrern. Feoktistow gehörte zu den Kosmonauten, die im Juli 1969 den NASA-Astronauten Frank Borman und dessen Frau bei ihrem Besuch in der Sowjetunion betreuten. Im Gegenzug konnte er Ende 1969 zusammen mit Beregowoi für einen Gegenbesuch in die USA reisen.
Er war korrespondierendes Mitglied der International Academy of Astronautics.
Feoktistow war im Gegensatz zu seinem Vorgesetzten Mischin ein starker Verfechter der Raumstation DOS, die im OKB-1 (damals: ZKBEM) entwickelt werden sollte. An Mischin vorbei wandte er sich im Oktober 1969 gegen dessen Anweisung direkt an den damaligen Verteidigungsminister Ustinow, was schließlich dazu führte, dass DOS entwickelt wurde. Die Raumstation startete im April 1971 als Saljut 1. Später war er an der Entwicklung eines wiederverwendbaren Raumschiffes Sarja (nicht dem späteren ISS-Modul gleichen Namens, vgl. Sarja) für bis zu 6 Kosmonauten bei einem Startgewicht von 15 Tonnen beteiligt.
Feoktistow veröffentlichte mehr als 150 wissenschaftliche Schriften und hielt über 20 Patente. Außerdem war er der Verfasser von vier Büchern und Koautor von zwei weiteren.

## Ehrungen
Unter anderem erhielt Feoktistow folgende Ehrungen:
- Medaille „Für den Sieg über Deutschland“ (1946)
- zweifacher Träger des Orden des Roten Banners der Arbeit (1957, 1961)
- Medaille „Für die Erschließung von Neuland“ (13. Oktober 1964)
- Held der Sowjetunion (19. Oktober 1964)
- Leninorden (19. Oktober 1964)
- zweifacher Träger des Ordens des Vaterländischen Krieges I. Klasse (1965, 1985)[4]
- Leninpreis (1966)
- Benennung des Mondkraters Feoktistov nach ihm (1970)
- Ehrenzeichen der Sowjetunion (1974)
- Staatspreis der UdSSR (1976)
- Ehrenbürger von Kaluga und Woronesch